# Антон Белов
Антон Сергејевич Белов (рус. Антон Сергеевич Белов; 29. јул 1986, Рјазањ, Совјетски Савез) професионални је руски хокејаш на леду који игра на позицији одбрамбеног играча.
Тренутно игра за екипу СКА из Санкт Петербурга која се такмичи у Континенталној хокејашкој лиги (КХЛ) (од сезоне 2014/15).
Са сениорском репрезентацијом Русије освојио је титулу светског првака на СП 2014. у Минск.

## Каријера
Прве хокејашке кораке Антон Белов је направио у школама хокеја у Чељабинску, да би потом прешао у редове московског ЦСКА за чији други тим је заиграо у сезони 2003/04. у трећој лиги Русије. Током исте сезоне одиграо је као позајмљен играч 6 утакмица за екипу Мечела из Чељабинска. У Суперлиги Русије, и првом тиму ЦСКА дебитовао је у сезони 2004/05, а за московски тим играо је током наредних 5 сезона.
По окончању сезоне 2007/08. прелази у редове КХЛ лигаша Авангарда из Омска са којим је потписао трогодишњи уговор.
После друге утакмице финала плејофа за Гагаринов трофеј против екипе московског Динама, игране 15. априла 2012. Белов је пао на допинг тесту, пошто су у његовој крви пронађени трагови постојања недозвољених стимулативних средстава. Због нарушавања правила о допингу челници КХЛ лиге су суспендовали Белова на три месеца, а током трајања казне било му је забрањено и да тренира са тимом. Авангард је ту финалну серију изгубио укупним резултатом 3:4 за Динамо. Упркос допинг скандалу, Белов је у јуну 2012. потписао нови двогодишњи уговор са Авангардом.
Сезона 2012/13. је била статистички најуспешнија за Белова. Поред што је те сезоне проглашен за заменика капитена тима, Белов је на укупно 58 утакмица постигао 10 голова и 20 асистенција (рачунајући и плеј-оф серију), што му је донело признање најбољег и најефикаснијег одбрамбеног играча КХЛ лиге у тој сезони.
По истеку уговора са екипом из Омска крајем маја 2013. Белов одлучује да каријеру настави у НХЛ лиги, те потписује једногодишњи улазни уговор са тимом Едмонтон Ојлерса. Белов је своју дебитантску НХЛ сезону 2013/14. започео као стандардни првотимац Ојлерса и играч од којег се доста очекивало, пошто је у НХЛ дошао са признањем најбољег одбрамбеног играча КХЛ-а. Први НХЛ погодак постигао је 10. јануара 2014. у утакмици против Питсбург Пенгвинса. Упркос одличној репутацији пре доласка у тим, Белов је сезону окончао са свега 7 освојених поена на 57 утакмица (1 гол и 6 асистенција), што је била доста слаба статистика за играча његовог калибра. Како по истеку једногодишњег уговора са Ојлерсима није дошло до наставка сарадње, Белов се одлучио на повратак у КХЛ где је потписао четворогодишњи уговор са екипом СКА из Санкт Петербурга.

### Репрезентативна каријера
Током јуниорске каријере Белов је играо за све млађе категорије репрезентације Русије, а највеће успехе остварио је на светском првенству за играче до 18 година 2004. освајањем златне, односно сребрне медаље на СП за играче до 20 година 2005. године.
За сениорску репрезентацију на великој сцени дебитовао је на Светском првенству 2013. где је одиграо 8 утакмица уз статистику од 1 гола и 3 асистенције. Такође је био и делом олимпијског тима Русије на Зимским олимпијским играма 2014. у Сочију.
Највећи репрезентативни успех остварио је на СП 2014. у Минску освајањем златне медаље и титуле светског првака. Белов је на том турниру одиграо свих 10 утакмица, постигао је 2 гола и 3 асистенције и уврштен је у идеалну поставу турнира.